# Dag van de Republiek (Turkije)
De Dag van de Republiek (Turks: Cumhuriyet Bayramı) is een nationale feestdag in Turkije die jaarlijks op 29 oktober wordt gevierd. Deze dag markeert de oprichting van de Turkse Republiek in 1923 onder leiding van Mustafa Kemal Atatürk, de grondlegger van de moderne Turkse staat.

## Historische achtergrond
Mustafa Kemal Atatürk, een prominente militaire en politieke leider, speelde een cruciale rol in de vestiging van de republiek. Hij leidde de Ottomaanse overwinning in de Turkse Onafhankelijkheidsoorlog (1919-1923) en de afschaffing van het Ottomaanse sultanaat.

### Oprichting van de Republiek
Op 29 oktober 1923 werd de republiek officieel uitgeroepen, en Mustafa Kemal Atatürk werd de eerste president van Turkije. Deze verklaring markeerde het einde van het sultanaat en het begin van een seculiere republiek. Atatürk leidde radicale hervormingen op verschillende gebieden, zoals onderwijs, rechtspraak en het politieke systeem, om de natie te moderniseren.

### Atatürks bijdragen
Mustafa Kemal Atatürk staat bekend om zijn seculiere en nationalistische visie. Zijn beleid en hervormingen omvatten het vervangen van het Arabische schrift door het Latijnse alfabet, het invoeren van gelijke rechten voor vrouwen, en het bevorderen van westerse waarden en levensstijl. Zijn doel was om Turkije te transformeren van een islamitische staat naar een seculiere en moderne republiek.

## Viering
De Dag van de Republiek wordt in heel Turkije op grote schaal gevierd. De festiviteiten omvatten parades, vlaggenceremonies, culturele evenementen en vuurwerk. Scholen, overheidsgebouwen en openbare plaatsen worden versierd met de Turkse vlag en portretten van Atatürk. Mensen dragen vaak rode linten, wat een symbool is van deze feestdag.

### Nationale betekenis
De Dag van de Republiek heeft een diepgaande nationale betekenis voor de Turkse bevolking. Het herinnert aan de transformatie en modernisering van Turkije onder Atatürks leiderschap. Het vertegenwoordigt de waarden van seculiere democratie, vrijheid en onafhankelijkheid.

### Wijzigingen in de viering
In de loop der jaren is de viering van de Dag van de Republiek geëvolueerd. Oorspronkelijk was het een sobere herdenking, maar tegenwoordig is het een uitbundig feest met culturele en amusementsactiviteiten voor het hele gezin.